# Пять моих бывших подружек
«Пять моих бывших подружек» (англ. My Last Five Girlfriends) — британская романтическая комедия, сюжет которой базируется на книге Алена Де Боттона «Essays In Love». Фильм вышел на экраны 23 апреля 2009 года.

## Сюжет
Сюжет фильма развивается нелинейно, включает множество флешбеков и сценок в воображении главного героя и рассказчика, архитектора Данкана. Он вспоминает отношения с пятью своими последними девушками. С четырьмя из них через несколько месяцев всё заканчивалось по разным причинам, после чего полгода он ни с кем не встречался. Затем он пригласил на свидание знакомую, Джемму, и вскоре любовь поглотила их. Но, как и в предыдущих отношениях, Данкан вскоре почувствовал дискомфорт, а через некоторое время Джемма призналась, что спит с его лучшим другом. Данкан впадает в депрессию и решает покончить с собой. Он пишет прощальное письмо, где обвиняет во всём пятерых девушек, и запивает горсть таблеток алкоголем… Вскоре Данкан просыпается: таблетки были витаминами. Продолжительная депрессия устраняется активным рабочим процессом, и Данкан снова приходит в себя. Когда он делает звук в колонках нового домашнего кинотеатра слишком громким, в дверь стучит симпатичная соседка.

## В ролях
- Брендан Патрикс — Данкан
- Келли Адамс — Венди (№ 1)
- Джейн Марч — Олив (№ 2)
- Сесиль Кассель — Рона (№ 3)
- Эдит Буковиц — Натали (№ 4)
- Наоми Харрис — Джемма (№ 5)
- Майкл Шин — вымышленный детектив Бёрхэм

## Реакция
Фильм получил смешанные оценки с преобладанием негативных. Рецензенты Rotten Tomatoes поставили фильму среднюю оценку 4,7 балла из 10, а томатометр показывает 32 %. Средняя оценка на сайте Internet Movie Database составляет 5,9.